# ناحیه ادامز، شهرستان ریپلی، ایندیانا
ناحیه ادامز، بخش ریپلی، ایندیانا (به انگلیسی: Adams Township, Ripley County, Indiana) در ایالات متحده آمریکا است که در ایندیانا واقع شده‌است.

## خصوصیات
ناحیه ادامز ۵٬۱۱۹ نفر جمعیت دارد و ۳۰۰ متر بالاتر از سطح دریا واقع شده‌است.